# 邬庆时

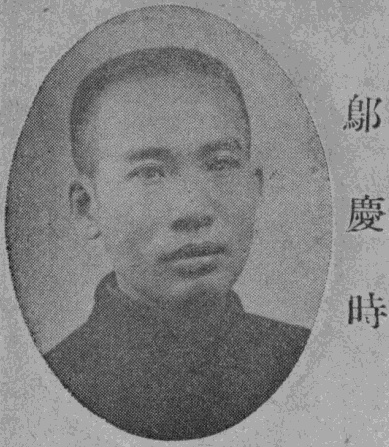
鄔慶時

鄔慶時（1882年—1968年），字伯健，號楷才、白堅。
生於番禺南村，就讀時敏學堂、两广方言学堂。曾跟隨孫中山，任職於大元帅府财政部。1926年執教於中山大学。著有《半帆楼诗稿》、《九峰采兰记》、《鼎楼诗草》。《番禺隐语解》、《东斋杂志》、《齐家浅说》、《孝经通论》、《经学导言》、《自然略说》、《白桃花馆杂忆》、《穷忙小记》、《漏邑痛述》、《番禺未业志》、《南村草堂笔记》等28种。